# 칠곡 동산재
동산재는 대한민국 경상북도 칠곡군 왜관읍 석전리에 있는 6동의 목조 기와 건물이다. 2006년 2월 16일 경상북도의 문화재자료 제503호로 지정되었다.

## 개요
동산재는 광주이씨 석전문중의 대표적인 건물로서 낙촌 이도장(各村 李道長)의 덕행을 기리기 위해 1913년에 세운 정면 4칸 측면 2칸 홑처마 팔작지붕 목조 와가의 낙촌정, 장자 귀암 이원정(歸巖 李元禎)의 유덕과 공적을 알리기 위해 1903년에 세운 정면 4칸 측면2칸 홑처마 팔작지붕의 목조와가 경암재, 장손 정제 이담명(靜齋 李聃命)의 별사봉향을 위해 세운 정면4칸 측면1칸 홑처마 맞배지붕 목조와가의 소암재와 묘실, 대문채, 관리사를 일괄하여 이름을 붙인 것이다.
재사(齋舍)와 정사(亭舍)가 하나의 일곽을 이루면서 건립 순서와 세계(世系)가 역순 이면서도 건축구성상 정연한 위계성을 갖는 특이성을 가지고 있고, 대부분의 건물이 초창 이후 큰 변형이 없이 유지되어 건립당시의 건축사 연구의 기초 자료로 보존 할 가치가 있어 경상북도에서 기념물적 성격의 문화재자료로 지정되었다.

## 참고 자료
- 동산재 - 국가유산청 국가유산포털